# 이덕응 초상
이덕응 초상(李德應 肖像)은 대한민국 전북특별자치도 진안군 동상주천로 2173-3에 있는 일제강점기의 초상화이다. 2013년 11월 15일 전라북도의 유형문화재 제224호로 지정되었다.

## 개요
이덕응(51세) 초상화는 조선조말 최고의 초상화가인 석지 채용신의 필치가 담긴 1916년에 제작된 작품으로 입상(금관조복) 1점과 좌상(유복,평복) 2점 등 총 3점이다.
지금까지 채용신이 그린 초상화에서는 대부분 배경을 그리지 않고 있는데 입상은 황단을 배경으로 제작된 매우 희귀한 작품이며, 항일우국지사의 초상화로서 인물사적인 면에서나 역사적인 면에서 충분히 주목할 만하며, 예술적 가치 및 회화사적인 면에서도 중요한 가치를 지니고 있다.

## 같이 보기
- 이덕응

## 참고 자료
- 이덕응 초상화 - 국가유산청 국가유산포털